# Necrosis tubular aguda
La necrosis tubular aguda (NTA) es una condición médica que involucra la necrosis —muerte— de las células tubulares que forman el túbulo renal, que transporta la orina a los uréteres mientras reabsorbe el 99% de agua y concentra las sales y los subproductos del metabolismo para desecharlos. Las células tubulares no cesan de cambiar, y si la causa de la NTA se retira es probable una buena recuperación. La NTA se presenta con insuficiencia renal aguda (IRA) y es una de las causas más comunes de IRA.  La presencia de "cuerpos marrón oscuro" de las células epiteliales que se encuentran en la orina durante el análisis de orina es patognomónica de NTA.

## Clasificación
La necrosis tubular aguda puede ser clasificada como tóxica o isquémica. La necrosis tubular aguda tóxica se produce cuando las células tubulares están expuestos a una sustancia tóxica. La necrosis tubular aguda isquémica se produce cuando las células tubulares no reciben suficiente oxígeno, una condición a la que son muy sensibles debido a su alto metabolismo.

## Diagnóstico
La necrosis tubular aguda se clasifica como una causa renal de insuficiencia renal aguda. El diagnóstico se hace mediante una fracción de excreción de sodio mayor a 3% y la presencia de cilindros granulosos formados por la proteína de Tamm-Horsfall con fragmentos de células epiteliales en un examen general de orina. Histopatológicamente se observa destrucción del túbulo renal localizada en la capa epitelial con rotura focal o pérdida de la membrana basal [4]. El túbulo proximal suele preservarse parcialmente y no presentar necrosis.

## NTA Tóxica
La NTA tóxica puede ser causada por hemoglobina o mioglobina libre, por el tratamiento previo con antibióticos como aminoglucosidos y fármacos citotócivos como el cisplatino o por intoxicación por compuestos como el etilenglicol (anticongelante). Histológicamente, la NTA tóxica se caracteriza por la necrosis del epitelio del túbulo proximal (células anucleadas, citoplasma eosinófilo intenso homogéneo, pero la forma en conserva) debido a una sustancia tóxica (venenos, solventes orgánicos, medicamentos, metales pesados). Entonces, las células tubulares se depositan el lumen y lo obliteran lo que ocasiona el daño renal. La membrana basal está intacta así que la regeneración del epitelio tubular es posible. El glomérulo no se ve afectado.

## NTA isquémico
La NTA isquémico se produce cuando los riñones no están suficientemente perfundidos por un largo periodo de tiempo, secundario a una lesión renal aguda prerrenal (por ejemplo, en la estenosis de la arteria renal) o durante el shock. La hipoperfusión también puede ser causada por una embolia en las arterias renales. Esta modalidad de NTA causa lesiones salteadas en los túbulos.